# 李叔春
李叔春（1554年—1631年），字順卿，號易齋，直隸松江府上海縣人，明朝政治人物，進士出身。

## 生平
萬曆十三年（1585年）乙酉科應天鄉試舉人，十七年（1589年）己丑科進士，除福州府推官，二十二年丁艱，二十六年起補台州府。二十七年入為刑部主事，二十八年任山西考試官，三十二年歷員外郎、郎中，升歸德府知府。值黄河決口，城郭傾圮，饥民数万，聚芦苇蕩間剽掠。監司欲興兵剿除，叔春固請解散之，皆感泣来归。又蠲逋責，给牛种，户口渐复。三十七年论调罢归，起河南睢陈道按察副使，乞休，卒年七十八。

## 家族
曾祖李观；祖父李学，寿官；父李得祥，推官贈知府。母陳氏。兄李伯春，隆慶辛未進士。